# Missió de les Nacions Unides a Haití
La Missió de les Nacions Unides a Haití (UNMIH) va ser una operació de manteniment de la pau realitzada per les Nacions Unides entre setembre de 1993 i juny de 1996. La missió va ser restablida ( MINUSTAH) a l'abril de 2004, després que un cop d'estat va ocupar de la major part de Haití i el president Jean-Bertrand Aristide va renunciar. Aristide contestà controvertitament que va ser forçat a deixar el seu càrrec i segrestat a l'exili per agents dels Estats Units.

## Història
Durant la major part de la Guerra Freda (de 1946 a 1986), Haití va estar sota governs dictatorials. Després de la retirada de Jean-Claude Duvalier en febrer de 1986, Haití va estar governat per una sèrie de governs provisionals de curta durada (cinc presidents en sis executius de 1986 a 1991). Les primeres eleccions nacionals democràtiques del país es van celebrar el 16 de desembre de 1990, i van veure Jean-Bertrand Aristide elegit president d'Haití. Aristide va assumir el poder el 7 de febrer de 1991, però va ser derrocat per un cop d'estat alguns mesos més tard.
El 23 de setembre de 1993, la UNMIH va ser creada pel Consell de Seguretat de les Nacions Unides sota la Resolució 867. La primera força multinacional va ser enviada a Haití el 1994, que estava formada per 6.000 membres. El seu objectiu era ajudar a reformar els diferents aspectes de la seva societat que s'han trencat durant molts anys de corrupció. Hi ha hagut molts grups diferents ubicats a diferents zones d'Haití designats per ajudar a certs aspectes de la societat. Les Nacions Unides triaren professionals qualificats de tot el món que participaran en l'ajuda del país. Des del 1993 fins a l'actual missió en curs, els anys de servei de l'ONU a Haití han fet moltes contribucions positives al progrés del país.

## Participació
La UNMIH comprenia 6.000 militars procedents d'Algèria, Bangladesh, Canadà, Djibouti, Estats Units 2.400 homes), França, Mali, Pakistan, Països Baixos, Togo i Trinitat i Tobago. També va implementar 900 policies per supervisar la PNH. Al febrer de 1996, es va reduir a 1.200 soldats i 300 policies per acabar amb 600 soldats al juny.